# Brocchinia rupestris
Brocchinia rupestris là một loài thực vật có hoa trong họ Bromeliaceae. Loài này được (Gleason) B.Holst mô tả khoa học đầu tiên năm 1997.